# Cretascymnus
Cretascymnus ist eine ausgestorbene Gattung der Dornhaiartigen, die während der Kreidezeit gelebt hat. Der Name wurde aufgrund der großen Ähnlichkeit zur rezenten Gattung Centroscymnus und des Vorkommens in der Kreidezeit (Santonium) gewählt.
Im Jahre 1950 beschrieb Signeux  von der berühmten Fossillagerstätte Sahel Alma (Libanon) unter anderem die neue Haiart Centrophorus adonis. Anhand von Ganzkörperfossilien und der erkennbaren Merkmale kam er zu dem Ergebnis, dass der nur 20 cm lange Holotypus der rezenten Gattung Centrophorus zuzurechnen sei. Genau 30 Jahre später überarbeitete Cappetta die bis dahin bekannte Hai- und Rochenfauna dieser herausragenden Kreidezeit Fossillagerstätte und stellte fest, dass es sich entgegen der Meinung von Signeux bei dem Exemplar um keinen Vertreter der Schlingerhaie (Centrophoridae), sondern um einen Schlafhai (Somniosidae) handelt und errichtete die neue Gattung Gattung Cretascymnus.
Nur neun Jahre später entdeckten Müller & Schöllmann in der Kreidezeit (Campanium) von Westfalen eine zweite Art dieser Gattung, die sie anhand der Zähne beschrieben. Die jüngste Art wurde von Feichtinger et al. 2022 aus dem Maastrichtium von Österreich beschrieben.
Cappetta definierte die Gattung im Wesentlichen anhand folgender Merkmale, wobei er den Schwerpunkt auf die zahnmorphologischen Merkmale legte: relativ kleiner squaliformer Hai mit relativ spitzer Schnauze; Flossenstachel der Dorsalflossen kürzer als die Höhe der Flosse; dorsaler Lobus der Schwanzflosse mit breit und abgestumpft, ventraler Lobus gut ausgeprägt.
Die Unterkieferzähne sind höher als breit, labio-lingual stark zusammengedrückt; Zahnspitze ist stark zum Mundwinkel geneigt, mit glatten oder sehr leicht gezackten Schneidekanten; lange, breite und sehr flaches Apron mit abgerundetem Ende; distales Talon durch eine Kerbe von der Zahnspitze getrennt. Zahnwurzel sehr flach mit konvexem distalen und unteren Rand und konkavem mesialen Rand; Basalfläche mit getrennten medio-internen und zentralen Foramina; Basalrand durch eine deutliche Einkerbung unterbrochen, die sich in einer Vertiefung auf der Basalfläche fortsetzt; ein Paar latero-externe Foramina und ein distales latero-internes Foramen sind zu erkennen.
Oberkieferzähne mit symmetrischen vorderen Zähnen, schmal mit lanzettförmiger, ziemlich dicker Spitze; langer, schmaler, ziemlich hervorstehender Apron. Zahnwurzel mit getrennten medio-internen und zentralen Foramina; ziemlich zahlreiche latero-externe Foramina. Die seitlichen Oberkieferzähne sind morphologisch den entsprechenden unteren Zähnen ähnlich, jedoch kleiner und mit weniger hoher Zahnwurzel.

## Arten
- †Cretascymnus adonis (Signeux, 1950) (=Typusart der Gattung Cretascymnus)

- †Cretascymnus beauryi Feichtinger, Pollerspöck, Harzhauser, Auer, Ćorić, Kranner, , Guinot & Pollerspöck, 2022

- †Cretascymnus westfalicus Müller & Schöllmann, 1989